# جمعية دنفر لنقاد السينما
جمعية دنفر لنقاد السينما (بالإنجليزية: Denver Film Critics Society) (DFCS) هي جمعية أمريكية لنقاد السينما، ومقرها دنفر، بولاية كولورادو، الولايات المتحدة، وتأسست عام 2010.
تقدم كل عام جوائز دنفر لنقاد السينما (جوائز DFCS) التي تكرم أفضل أفلام العام.

## فئات الجائزة
أفضل فيلم / أفضل مخرج / أفضل ممثل / أفضل ممثلة / أفضل ممثل مساعد / أفضل ممثلة مساعدة / وحي العام / أفضل سيناريو / أفضل فيلم موسيقى / أفضل فيلم بلغة أجنبية / أفضل فيلم رسوم متحركة / أفضل فيلم وثائقي.

## وصلات خارجية
- جمعية دنفر لنقاد السينما